# Kahro
Kahro – wieś w Estonii, w prowincji Võru, w gminie Sõmerpalu.